# Magnus – Robot Fighter
Magnus ist ein Comic-Superheld aus dem Hause Gold Key, USA. Die Zeichner waren Russ Manning, Dan Spiegle, Paul Norris sowie Frank Bolle. 

## Inhalt
Im Jahr 4000 nach Christus ist die Menschheit beinah vollständig von Robotern abhängig. Es kommt so weit, dass Roboter sich der Menschen Lethargie zu Nutze machen, um sie zu unterjochen. Offiziell sind die Roboter den Menschen untergeben, so unter anderem die Polizeiroboter, sogenannte polrobs. 
Magnus wird von dem Roboter 1A aufgezogen, der offenbar Gefühle und Bewusstsein besitzt. 1A trainiert ihn zu einem außergewöhnlichen Kämpfer, der nicht müde wird, die Menschen vor jenem düsteren Schicksal zu bewahren, und stattet ihn auch mit der Fähigkeit aus, die Funkgespräche der Roboter abzuhören. Seine Freundin Leeja ist die Tochter von Clane, Senator von North Am.

## Veröffentlichungen in den USA

### Gold Key
Russ Manning war der Schöpfer des Titelhelden Magnus. Er war Autor und Zeichner der ersten 21 Hefte. 
Im Gold-Key-Verlag erschienen zwischen Februar 1963 und Januar 1977 die Ausgaben „Magnus Robot Fighter 4000 A.D.“ Nr. 1–46, wobei die Nummern 22 und 29–46 Nachdrucke enthielten. In Doctor Solar erschien 1981 in den Ausgaben #29–31 die letzte Magnus-Geschichte in 3 Teilen. Die letzten Ausgaben liefen unter dem Label "Whitman". Nach wirtschaftlichen Schwierigkeiten wurde Gold Key mit seinem Mutterkonzern Western Publishing 1982 an Mattel verkauft, zwei Jahre später schließlich alle Comic-Veröffentlichungen eingestellt.

### Valiant
Unter dem leicht veränderten Titel „Magnus Robot Fighter“ wurde die Serie Anfang der 1990er-Jahre mit neu produzierten Abenteuern wiederbelebt, als der Valiant-Verlag, USA, die Rechte an Doctor Solar, Magnus Robot Fighter sowie Turok, Son Of Stone erwarb. Zusammen mit eigenen Titeln wie „Harbinger“, „X-O Manowar“, „Shadowman“, „RAI“ und anderen wurde ein komplexes Comic-Universum aufgebaut. Unter der Führung des ehemaligen Marvel-Chefredakteurs Jim Shooter und mit zunächst einigen bemerkenswerten Ideen, sowohl in den Stories als auch im Marketing, hatte Valiant eine Zeit lang beachtlichen Erfolg. Diese Serien erschienen zwar in einigen anderen Ländern, aber nicht in Deutschland. Folgende Magnus-Titel und -Ausgaben sind bei Valiant erschienen:
- „Magnus Robot Fighter“ Nr. 1–64
- „… Steel Nation“ als Trade Paperback (TPB),
- „… Invasion“ (TPB),
- „… Yearbook“ Nr. 1,
- „Vintage Magnus“ Nr. 1–4,(Neudruck einiger Gold Key stories),
- „Original Magnus“ Nr. 1,
- „Magnus Robot Fighter / Nexus“ (Crossover Valiant / Dark Horse) Nr. 1 + 2.
- „Predator / Magnus Robot Fighter“ (Crossover Valiant / Dark Horse) Nr. 1 + 2.

### Acclaim
1994 wurde Valiant Comics als Teil der Voyager Communications Inc. an den Spielehersteller Acclaim veräußert. Einem wirtschaftlichen Einbruch 1996 folgte die Umstrukturierung des Verlags und seines Programms zu Acclaim Comics. 
Unter „Acclaim Comics Vailiant Heroes“ (VH2) erschienen von 1996 bis 2002 in zum Teil stark veränderter Form („same as it never was“) einige Titel neu, so auch „Magnus Robot Fighter“ von 1997 bis 1998 mit insgesamt 18 Ausgaben. Magnus war auch vertreten in den Ausgaben „Unity 2000“ 1–3. Acclaim wurde 2004 insolvent, die eigenen Comic-Titel im Folgejahr versteigert – Magnus, Turok und Solar fielen zurück an Random House, den Rechteinhaber von Western Publishing.

### Dark Horse
Reprints der Gold-Key-Stories gab es von 2004 an bei Dark Horse Comics in Form von 3 Hardcover-Büchern: Magnus Robot Fighter Archives.
Im Jahr 2006 produzierte Dark Horse eine limitierte Magnus-Figur innerhalb der Reihe Classic Comic Book Characters. Die Figur hat die Nr. 3. 
Seit August 2010 erscheint eine neue Comic-Serie bei Dark Horse mit neuen Geschichten, geschrieben von Jim Shooter; die erste Ausgabe enthält zusätzlich die erste Magnus-Story von Gold Key. Im September 2010 erschien ein Nachdruck der ersten Gold-Key-Ausgabe in der Reihe „1 for $1“. Die Künstler sind Bill Reinold (Zeichnungen), Wes Dzioba (Kolorist) und Raymond Swanland (Cover).
Beim Verlag Ibooks erschien 2005 ein 48-seitiges Taschenbuch mit dem Titel Magnus Robot Fighter.

## Veröffentlichungen in Deutschland
Die Gold-Key-Reihe wurde von November 1966 bis Dezember 1970 als „Magnus Robot Kämpfer“ im Bildschriftenverlag (BSV) mit den Heftnummern 1–25 veröffentlicht.
Von 1978 bis 1982 (Nummern 1–14) erschienen Folgen in der Taschenbuch-Serie „Die Actionhelden“ (Titel der Nr. 1: „Die Superhelden“) aus dem Condor-Verlag zusammen mit anderen Helden aus dem BSV, wie zum Beispiel Doktor Solar, Astronautenfamilie Robinson (siehe auch: Lost in Space), Der Mächtige Samson (siehe Mighty Samson), Turok – Sohn der Steine und anderen Titeln. In völlig bunt gemischter Reihenfolge wurden die Geschichten und Titel in den Taschenbüchern aneinandergereiht. 
Im Norbert Hethke Verlag wurden in 8 Alben von 1989 bis 1991 jeweils zwei Gold-Key-Geschichten veröffentlicht.
Es erfolgten keine Veröffentlichungen der Valiant- bzw. Acclaim-Serie in Deutschland.